# Древнегреческие морские боги
Морские божества присутствуют в мифологии Древней Греции в большом количестве. Философ Платон однажды заметил, что греки были словно лягушки, сидящие вокруг пруда — многие их города расположены вблизи побережья Средиземного моря от родной Греции до Малой Азии, Кирены, Сицилии и Южной Италии. Из-за этого они сгенерировали большое разнообразие водных божеств от изначальных сил и богов-олимпийцев с одной стороны до героизированных смертных, хтонических нимф, трикстеров и монстров с другой.

## Три типа божеств моря

### Изначальные силы
В Илиаде отцом и матерью богов являются, соответственно, Океан и Фетида. Спартанский поэт Алкман описывает Фетиду как фигуру-демиурга. А в песне Орфея «Аргонавтика» первой королевой богов названа жена великого змея Офиона Евринома.
У Фалеса Милетского, еще до Сократа, вода — основной элемент сущего. На греческие представления о морских богах могла повлиять античная мифология Ближнего Востока.
Изначальной силой моря, согласно мифам, является Понт.

### Посейдон и герои
Посейдон, бог моря, был могущественным олимпийцем. Он являлся покровителем многих городов Древней Греции, а также легендарной Атлантиды Платона. Согласно мифам, он контролировал моря и океаны, а также являлся создателем лошадей. Последних приносили в жертву Посейдону цари, с древними (доисторическими) правами которых на престол этот бог был связан. После Греческих тёмных веков об этой связи в Афинах во многом (но не до конца) забыли. Он выступал оппонентом и дублёром первого царя Афин Эрехтея.
Братьев-диоскуров греки просили о недопущении кораблекрушения. При этом огни святого Эльма считались доказательством их зримого присутствия.

### Старцы и нимфы
Называют четырёх морских старцев, которые слабее Посейдона, но всё равно являются богами. Это Нерей, Протей, Главк Морской и Форкий. Все старцы способны пророчествовать и являются отцами или нимф, или чудовищ (Форкий — и тех, и других). Потомство создает каждому из них миниатюрный пантеон с ним самим во главе. Нерей и Протей — трикстеры, первый из них известен красотой своих дочерей-нимф (см. Нереиды). Нерей и Главк известны правдивыми пророчествами. Также в мифах упоминается фигура Морского Старца, идентификация которого затруднена.

## Искусство
Русалки (обоих полов) были популярным сюжетом античного искусства. Часто их изображали во время борьбы с Гераклом. Другой популярны сюжет — борьба Пелея и Тетис (Фетида).
В период эллинизма собрание морских богов стало популярным сюжетом у скульпторов, так как его изображение позволяло продемонстрировать мастерство и показать движения в воде в таком виде, который был невозможен для сюжетов, имевших место на суше.
В римскую эпоху морских божеств часто изображали на мозаиках при строительстве общественных бань.